# 祐德稻荷神社
祐德稻荷神社（ゆうとくいなりじんじゃ）是位於日本佐賀縣鹿島市的神社。舊社格為縣社（現神社本廳的別表神社）。別名鎮西日光，和伏見稻荷大社、笠間稻荷神社並稱日本三大稻荷。

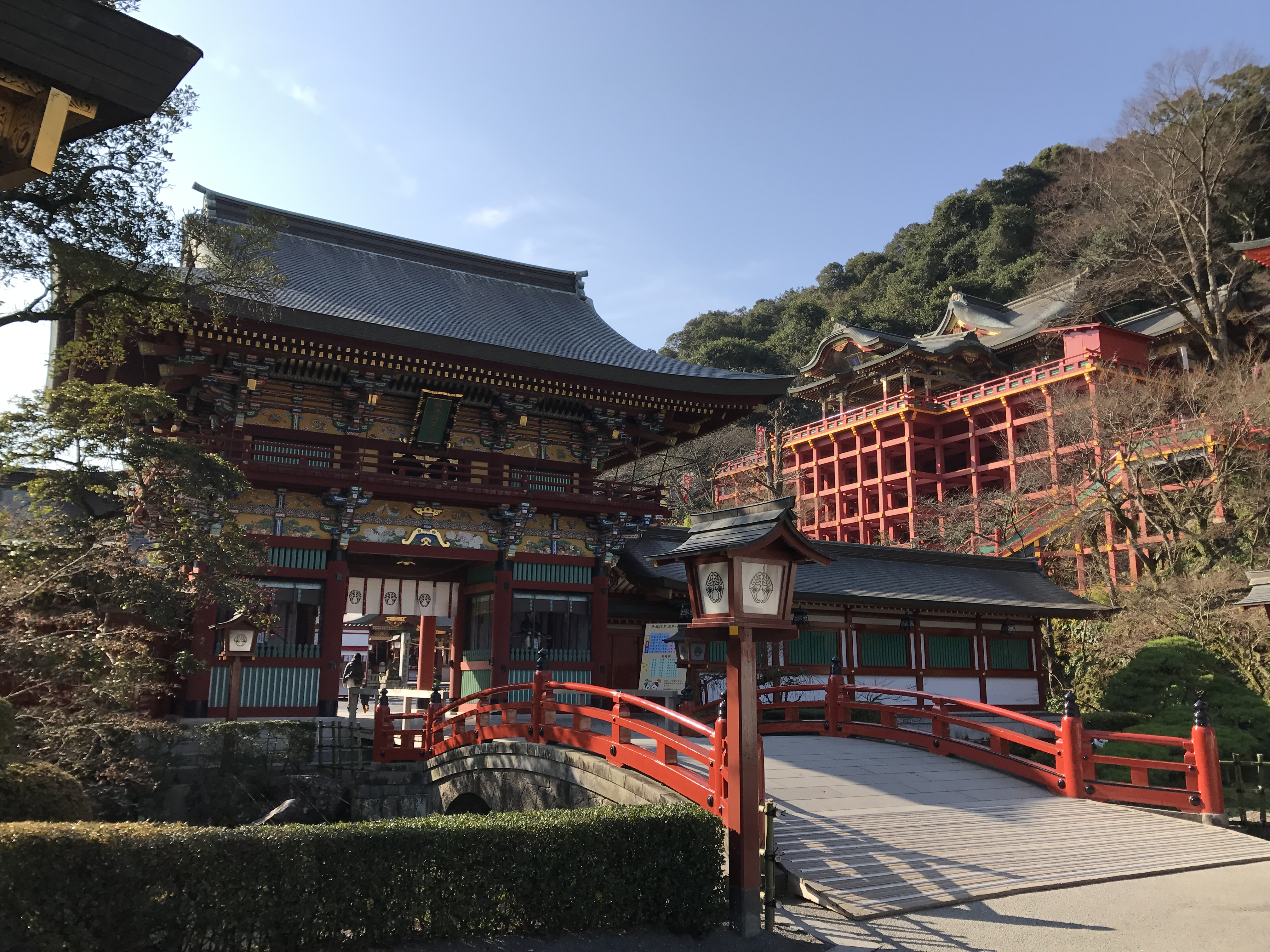
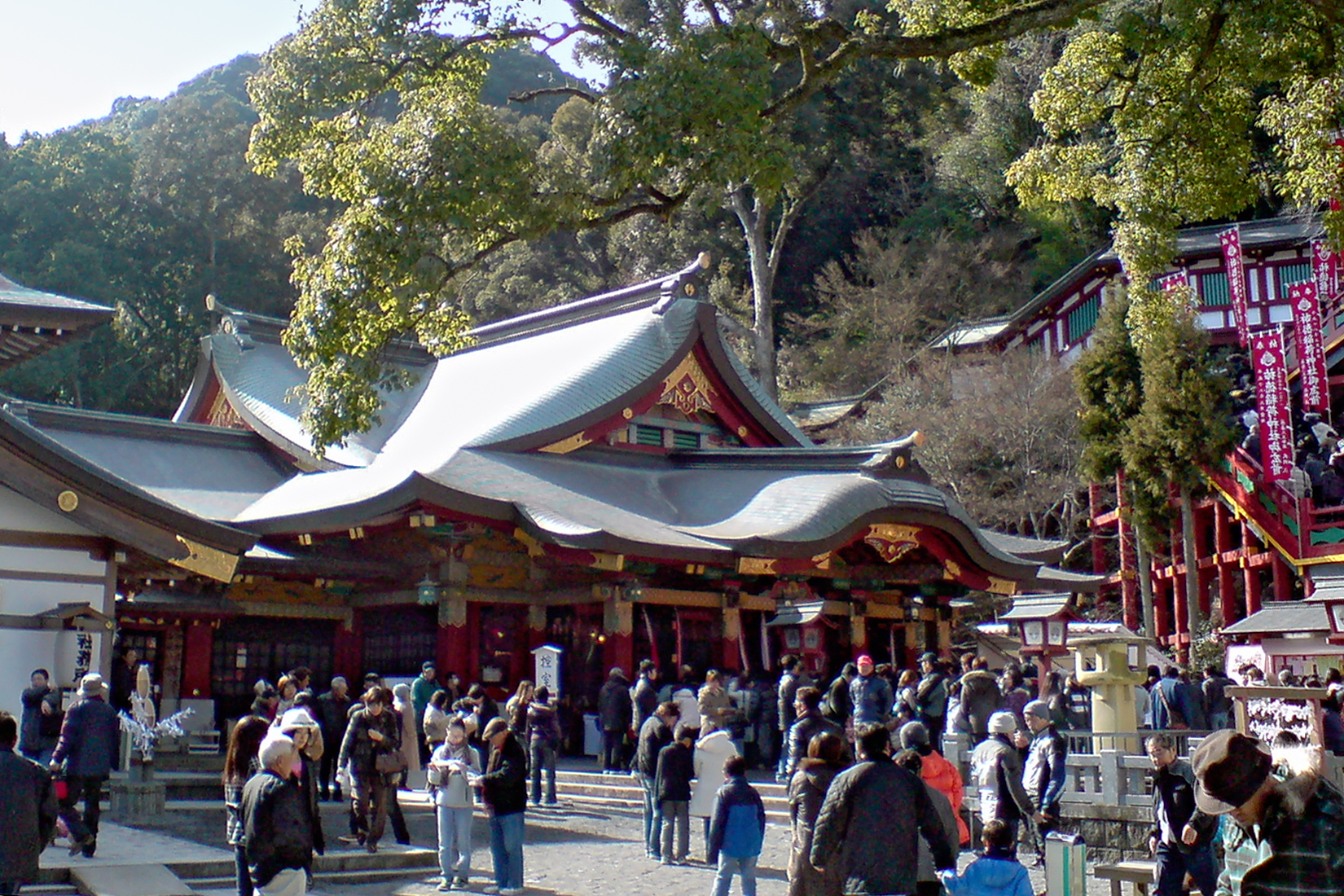
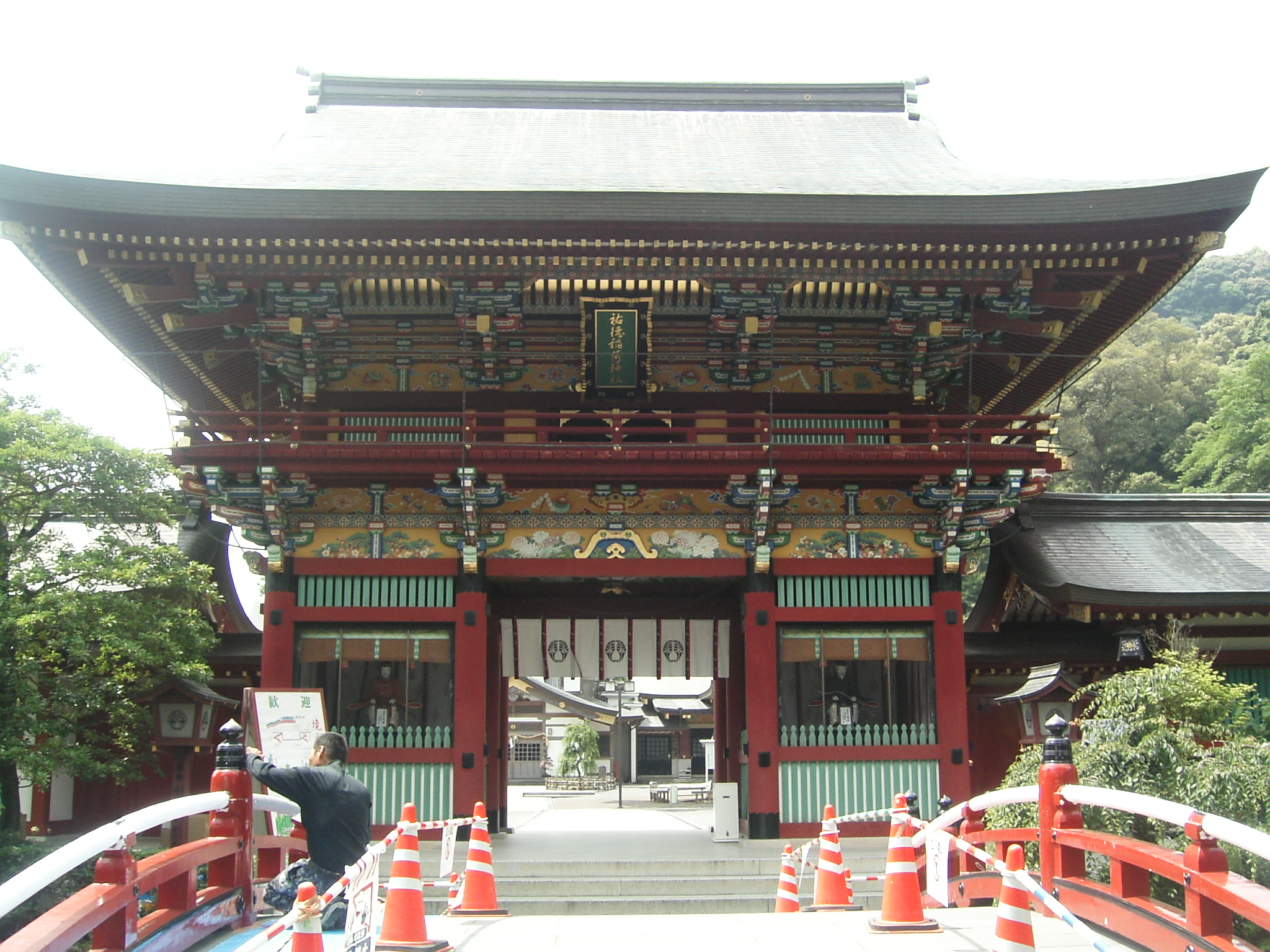
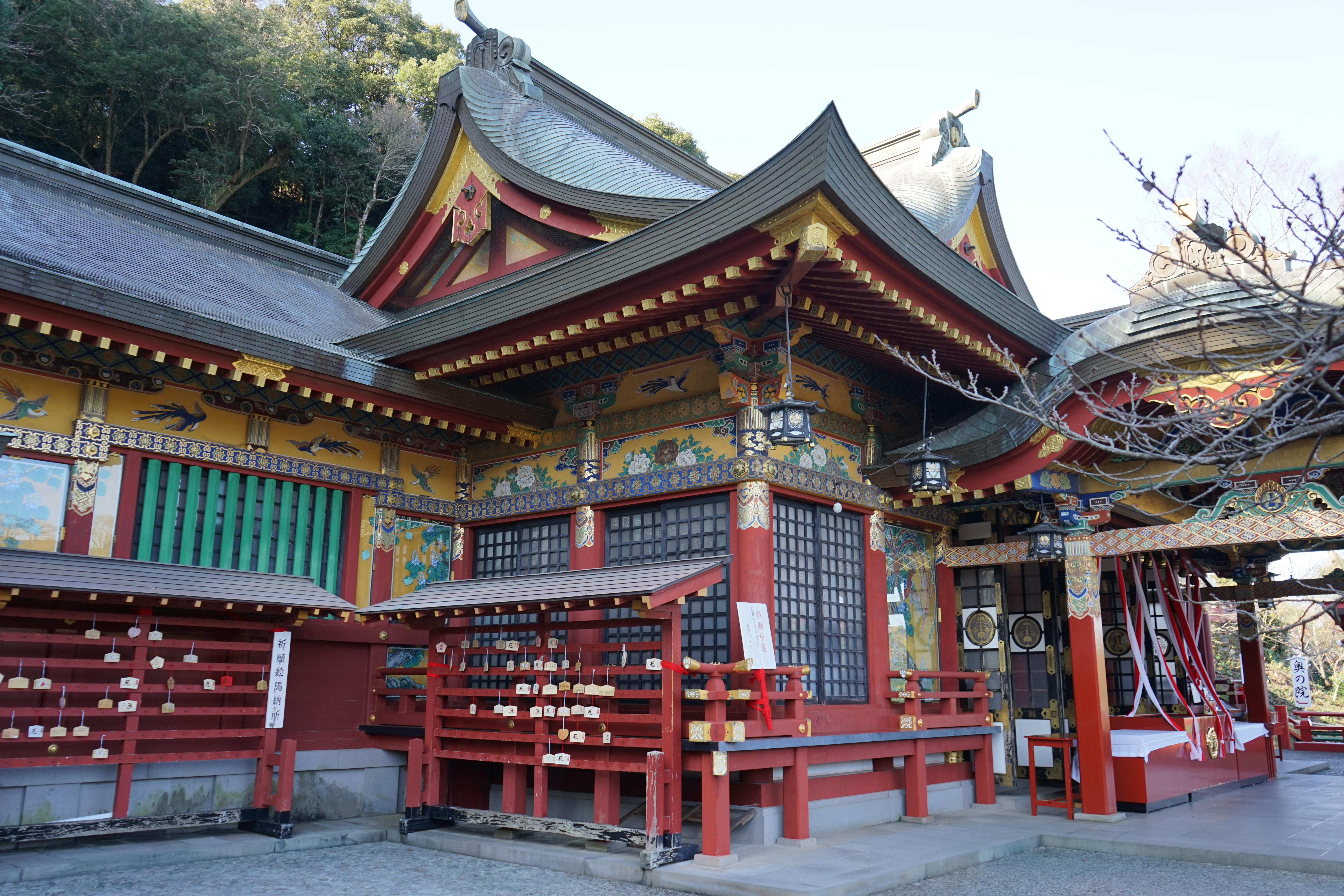

## 關連項目
- 稻荷神社

## 外部連結
- 祐德稻荷神社 （页面存档备份，存于）